# Посольство

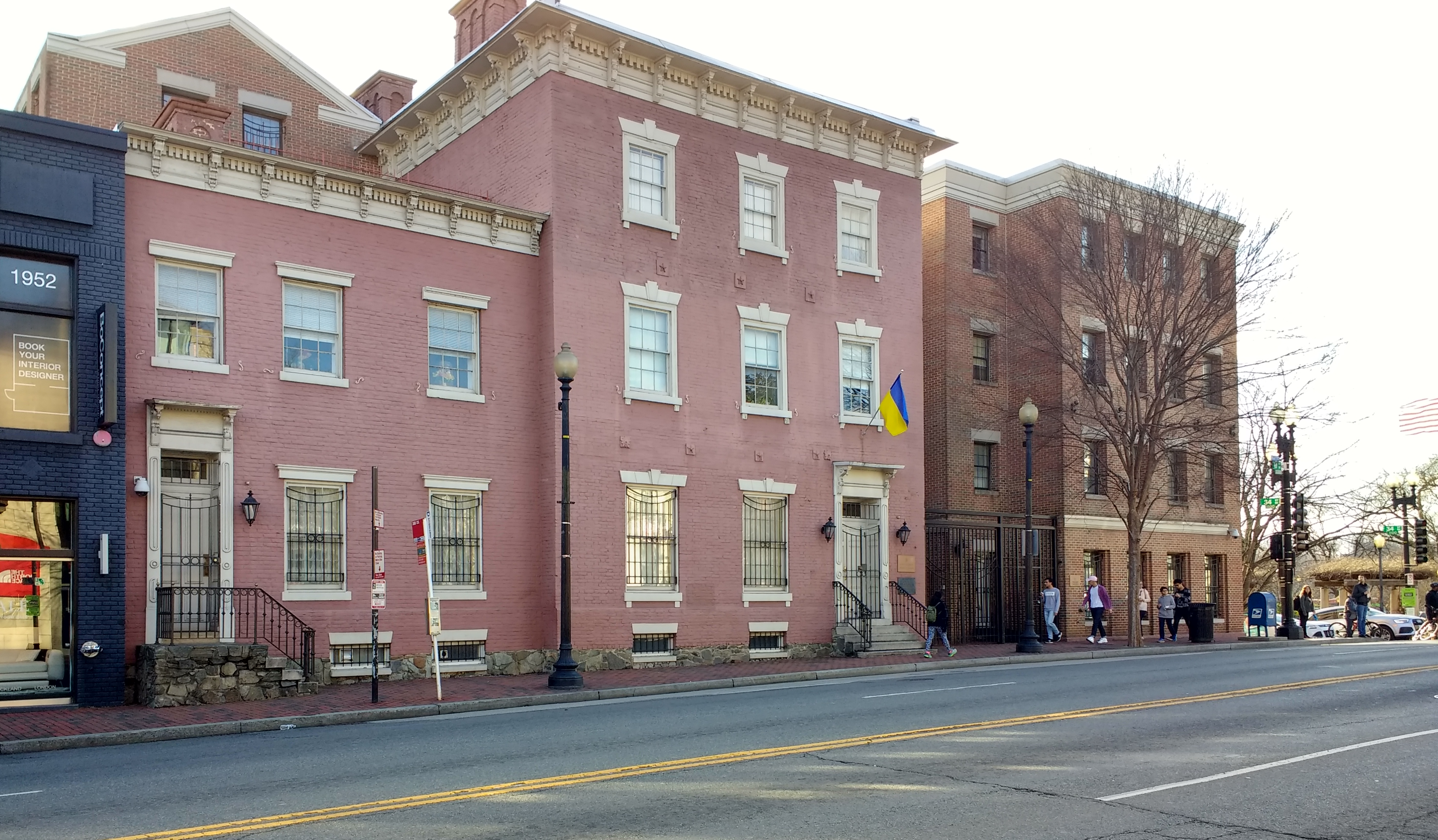
Посольство України у Вашингтоні, США, 2018

Посо́льство або амбаса́да — дипломатичне представництво держави в столиці іншої, або при міжнародній організації.

### Правовий статус
Всупереч поширеній думці, посольства інколи не мають повного екстериторіального статусу і, як правило, не є суверенною територією держави, яку вони представляють. Приміщення посольства залишаються під юрисдикцією держави, що приймає, водночас користуючись спеціальними привілеями (такими як імунітет від більшості місцевих законів), передбаченими Віденською конвенцією про дипломатичні відносини.
Також можуть існувати консульства в інших, важливих містах держави. Іноземні представництва, такі, як посольства і консульства як правило, знаходяться у підпорядкуванні Міністерства закордонних справ.
Керує посольством — посол (амбасадор) — дипломатичний представник вищого рангу, який призначається на посаду головою держави. Іноді амбасада, за сумісництвом, може бути представництвом для декількох держав. У структуру посольства входять: дипломатичні представники, спеціальний аташе, технічний персонал (перекладачі, шифрувальники), допоміжний персонал (водії, кухарі).
Посольство займається питаннями двосторонніх відносин, видачею віз, правовим захистом та підтримкою громадян своїх країн, складанням договорів, дипломатичним листуванням, бере участь у міжнародних конференціях, веденні переговорів.
Діяльність посольства починається з надання згоди на прийняття у себе дипломатичного представника іншої держави (агреман).
Послу надаються вірчі грамоти, які він забов'язаний пред'явити президенту країни, для підтвердження особи.
Серед всіх дипломатів обирається дуаєн — старійшина дипломатичного корпусу. Як правило — найстарший посол.
Послам надається ряд привілеїв:
- недоторканість приміщень, пошти, багажу
- митні привілеї
- звільнення від податків
- урочистості

### Віденська конвенція про дипломатичні відносини
Віденська конвенція про дипломатичні стосунки була прийнята 18 квітня 1961 року у Відні на Конференції ООН з дипломатичних відносин і імунітету. Набрала чинності 24 квітня 1964 року. Віденська конвенція визначає порядок встановлення дипломатичних стосунків, акредитації глави дипломатичного представництва і припинення його функцій, повідомлення МЗС держави перебування про призначення, прибуття і відбуття співробітників представництва і членів їх сімей встановлює класи глав представництв, визначає дипломатичні привілеї і імунітет і так далі.

### Віденська конвенція про консульські відносини
Віденська конвенція про консульські відносини прийнята на Конференції ООН з консульських відносин у Відні 24 квітня 1963 року, набрала чинності 19 березня 1967 року. Слідуючи практиці, що склалася в міжнародних відносинах, Віденська конвенція передбачає, що встановлення консульських відносин між державами здійснюється по взаємній згоді між ними.
Конвенція визначає, що згода на встановлення дипломатичних відносин означає (якщо інше не обумовлене) згоду також і на встановлення консульських відносин. Розрив дипломатичних відносин обов'язково тягне за собою розрив консульських відносин. Якщо дипломатичні стосунки відсутні, для встановлення консульських відносин потрібна спеціальна угода між державами.
Консульські відносини з іноземними державами регулюються двосторонніми консульськими конвенціями, а також внутрішнім законодавством держав. Віденська конвенція 1963 року визначає консульські функції: захист інтересів представленої держави, її громадян (фізичних і юридичних осіб) в державі перебування; сприяння розвитку торговельних, економічних, наукових і культурних зв'язків між двома державами; надання необхідного сприяння у виконанні службових обов'язків представникам міністерств і організацій та іншим громадянам своєї держави, що знаходиться на території держави перебування, інформування громадян представленої держави про закони і постанови держави перебування, а також про місцеві звичаї; оформлення віз, здійснення нотаріальних дій, консульська легалізація документів, облік громадян держави, що представляється, що проживають в державі перебування; сприяння емігрантам з представленої держави, а також повітряним і морським засобам і їх персоналу на території держави перебування і т. д.
Віденська конвенція визначає чотири консульські класи: генеральний консул, консул, віце-консул, консульський агент.
Консульські установи, консульські посадові особи і співробітники консульських установ володіють консульськими привілеями та імунітетом.
Віденська конвенція визначає також порядок призначення і прийому консульських посадових осіб, включаючи видачу екзекватури, без чого неможливе виконання ними своїх службових функцій.